# HMS Hood (crucișător)
HMS Hood a fost ultimul crucișător de linie construit pentru Royal Navy. Vreme de 21 de ani, a fost nava-amiral a Flotei Britanice, purtând pavilionul englez în toate marile porturi ale lumii. 
Deși era o navă foarte mare (262m lungime și aproape 50.000 tone deplasament), "Hood" era depășit din punct de vedere material și moral față de alte nave din al doilea război mondial. 
Hood a participat la atacul de la Mers-el-Kebir din 1940 și la Bătălia din Strâmtoarea Danemarcei din 1941. Aici a întâlnit nava-amiral a Flotei Germane, cuirasatul Bismarck, care l-a scufundat pe Hood într-o bătălie de 8 minute.
Peste 1400 de ofițeri și marinari și-au pierdut viața când Hood s-a scufundat.

## Proiectul
HMS Hood a fost proiectat în 1916, ca navă-amiral a flotei britanice. Inițial au fost gândite 5 astfel de crucișătoare de bătălie, care urmau să compună "clasa Admiral". Dar războiul s-a sfârșit mai repede decât se aștepta Marina Regală, iar fondurile alocate construcției de mari bastimente au fost retrase și ele. 

Proiectul presupunea o navă de 43500 tone nominal și 48.000-49.000 tone deplasament de război. Deplasamentul foarte mare pentru acea vreme (Hood era cea mai mare navă de război din lume la data lansării) se datora sălii mașinilor, care dezvolta 144.000cp, suficienți pentru a propulsa nava cu peste 32 noduri.

Artileria era foarte puternică pentru Primul Război Mondial - 8 tunuri de 381mm, ce foloseau proiectile de 879 kg. Această combinație de viteză foarte mare și artilerie puternică îl făceau pe Hood un adversar redutabil pentru orice cuirasat sau crucișător de bătălie.

## Construcția
Construcția s-a desfășurat de-a lungul a 4 ani, din 1917 până în 1921. Au fost folosite materiale de bună calitate, atât la oțelul de construcție, cât și la plăcile de blindaj. Oțelul folosit la centura cuirasată era de tip Krupp post-1910, practic cea mai puternică armură din anii '20. Spațiile destinate echipajului erau destul de înghesuite, fapt ce determina o serie de disconforturi în viața de zi cu zi și anumite ineficiențe în situațiile de luptă (se ajungea destul de greu din anumite puncte ale navei la posturile de luptă).

## Armura
Citadela navei acoperea circa 55% din volumul corpului navei.
Armura orizontală

Centura cuirasată avea grosimea de 305mm în partea cea mai solidă. Centura se subția gradual către chila navei, unde atingea doar 152mm.
Din punct de vedere balistic, această armură era comparabilă cu armuri cu 15% mai subțiri folosite de navele construite după 1935. Astfel, armura de 305mm pe Hood era echivalentă cu armura de 260mm de pe King George Vth spre exemplu.
Armura orizontală

Protecția orizontală a navei era destul de firavă pentru perioada considerată. Astfel, magaziile cu muniții erau protejate de până la 90mm de armură, iar sala mașinilor de circa 76mm. În zonele mai puțin importante, armura scădea până la 50mm.
Elementele suprastructurii
- Turele: 280 - 381mm
- Postamentul turelelor: 127-305mm
- Turnul blindat principal: 220-270mm

## Armament
Nava era înarmată cu 8 tunuri de 381mm, tip Mark I 1915 - 15". Ele erau grupate în 4 turele duble, montate două în prova și două în pupa navei.

Rata nominală de tir era de 2 proiectile/minut/tun.

Viteza inițială a proiectilului era de circa 780 m/s, iar traiectoria era puternic parabolică, fapt ce făcea aceste proiectile deosebit de periculoase pentru punțile adversarilor, și mai puțin pentru centurile cuirasate. 

## Echipament de bord
Nava a fost echipată cu cele mai moderne echipamente disponibile în anii '20, incluzând directoare de tir prismatice, mașini de calcul "Mark V Dreyer" .

Directoarele principale erau în număr de 5, aveau o anvergură de 9m și o eroare de estimare de circa 100-150m la 20 km. 
Nava nu a fost dotată cu radar, toate măsurătorile de distanță și viteză a navelor adverse fiind realizate prin diverse instrumente optice.
Între 1929 și 1931, nava a beneficiat de o serie de îmbunătățiri:
- artileria secundară a fost înlocuită cu tunuri mai moderne, de 102mm
- artileria antiaeriană a fost dublată
- protecția punților blindate a fost crescută în zona magaziilor cu muniții.
- turbinele au fost complet re-echipate, astfel că nava putea desfășura o viteză maximă de aproape 31 de noduri.

După aceste modernizări, nava a ajuns la un deplasament total de peste 49.000 tone, față de 47.000 tone cât era maximul prevăzut inițial.

## Serviciul în al doilea Război Mondial

### Bătălia de la Mers-el-Kebir
După căderea Franței, Amiralitatea Britanică se temea de posibilitatea capturării flotei franceze de către germani. De aceea, la 3 iulie 1940, o escadra engleză s-a postat în afara portului algerian Mers-el-Kebir, unde se aflau ancorate mai multe nave capitale ale Marinei Franceze.
Deși Marea Britanie și Franța nu se aflau în stare de război, escadra britanică a solicitat dezarmarea sau sabordarea imediată a navelor aflate în port. La refuzul francezilor, englezii au deschis focul. 

HMS Hood a deschis focul de la circa 15 km, lovind în plin crucișătorul de bătălie Dunkerque cu 4 proiectile. Dunkerque a fost grav avariat și reparațiile au durat peste 2 ani.

### Intercepția navei Bismarck
Un an mai târziu, HMS Hood a participat la urmărirea navei Bismarck. În dimineața zilei de 24 mai 1941, Hood și cuirasatul Prince of Wales, escortate de 4 distrugătoare, s-au apropiat de formația germană, compusă din un cuirasat și un crucișător greu (Prinz Eugen). 

Distrugătoarele au rămas în urma celor 2 nave grele britanice, care la 5:45 au făcut primele observații asupra celor 2 nave germane.

Navele britanice se apropiau pe direcția est-vest, în timp ce navele germane navigau spre sud-sud-est. Astfel, englezii nu își puteau folosi decât turelele prova (respectiv 4x381mm și 6x356mm), în vreme ce germanii puteau trage cu toată artileria principală (adică 8x380mm și 8x203mm).
La 5:52, Hood a tras prima salvă a bătăliei, cu cele 4 tunuri de 381mm din provă. Distanța la acel moment era de circa 22–24 km. Prince of Wales a tras primele salve la 5:53. Navele germane nu au primit permisiunea de tir până la 5:55, când Prinz Eugen a tras prima salvă. Bismarck a deschis focul 30 de secunde mai târziu.

În tot acest timp, Hood s-a apropiat cu 29 noduri de navele germane, și trăgând continuu din tunurile provă. Tirul a fost ineficient, și concentrat asupra lui Prinz Eugen, din cauza unei erori în identificarea navelor germane.

Hood a tras în total 48 de proiectile de 381mm, fără să cauzeze vreo pagubă.

Nava britanică a fost însă lovită puternic începând cu 5:58:

La 5:58, de la circa 18-20km distanță, Prinz Eugen a lovit crucișătorul de bătălie britanic în puntea superioară-pupă, cu un proiectil de 203mm care a incendiat muniția lansatoarelor de rachete AA. S-a pornit un incendiu puternic, care s-a extins rapid în toată zona din spate a navei.
La 5:59, de la aceeași distanță, un proiectil de 380mm de pe Bismarck a trecut prin partea superioară a turnului de comandă, fără să explodeze. Toți ofițerii din turn au fost uciși, iar precizia artileriei navei a scăzut simțitor.
La 6:00, de la mai puțin de 18km, 1 sau 2 proiectile de 380mm de pe Bismarck au perforat armura navei, patrunzând în magazia cu muniție de 381mm. A urmat o explozie violentă, care a rupt nava în 2 bucăți.
Este posibil ca între 5:58 și 6:00, alte 2 proiectile de 203mm să fi lovit nava, dar din cauza incendiului și a exploziei devastatoare, cât și a lipsei de mărturii din partea britanică, este greu de estimat dacă aceste lovituri s-au realizat cu adevărat sau au fost explozii ale muniției antiaeriene prinse în incendiu.

### După bătălie
Din cauza exploziei foarte rapide și a scufundării navei în mai puțin de 1 minut, doar 3 membri ai echipajului au reușit să se salveze. Ceilalți 1415 au dispărut odată cu nava britanică.

Cei trei supraviețuitori au fost salvați de unul dintre distrugătoarele de escortă, la două ore după bătălie.